# CSKA Sófia (time de voleibol)
O Volejbolen klub CSKA Sofija   é um time búlgaro de voleibol com sede na cidade de Sófia. Atualmente disputa o Campeonato Búlgaro em ambos os naipes.

## História
Em 5 de maio de 1948, foi criado o clube esportivo "Септември при ЦДВ" (CSKA Sófia), que reunia sete clubes de vários esportes, inclusive o vôlei. Seus sucessores foram sucessivamente as equipes de voleibol do CDNV, CDNA, CSKA, CSKA "Bandeira Vermelha", CSKA "Bandeira de setembro" e novamente o CSKA, que no período 1948 a 2004 conquistou um total de 26 títulos masculinos e 15 femininos e 16 copas da Bulgária para homens e 15 para mulheres. A abreviatura do clube "CSKA" significa "Clube Central de Esportes do Exército". No ano de sua criação, o time conquistou o título do campeonato, e os jogadores de vôlei que lançaram as bases do VK CSKA foram Kostadin Shopov (treinador do time), Dragomir Stoyanov, Mitko Dimitrov, Dimitar Elenkov, Konstantin Totev, Ivan Ivanov , Dimitar Dimitrov, Petar Shishkov, Alexander Velev , Milko Karaivanov (posteriormente treinador das seleções masculina e feminina..
Por várias décadas, o CSKA se consolidou como uma marca de sucesso profissional na área do vôlei, sendo conhecido nacional e internacionalmente, as vitórias da Copa e da Copa masculina do CSKA em 1969 e 1976, respectivamente, demonstram isso. O primeiro título europeu do CSKA (1969) é de fato o primeiro prêmio do gênero conquistado por uma seleção masculina búlgara no campo dos esportes coletivos. Na história do voleibol búlgaro, contribui para a popularização séria deste tipo de esporte na Bulgária, além de inspirar uma sólida dose de confiança nas possibilidades de seu desenvolvimento no país. Fato que se confirmou no ano seguinte, quando foi disputado em Sofia o campeonato mundial de vôlei, onde a seleção búlgara conquistou o segundo lugar, e Dimitar Zlatanov foi eleito o melhor jogador do torneio.
As honras europeias para mulheres no período de 1979 a 1984 (KESH 1979, 1984; KNK 1982) aumentaram o prestígio da divisão feminina do clube e marcaram o início de um sério domínio do CSKA no campeonato nacional na década de 1980 . Entre outras coisas, os sucessos do CSKA no período 1978 a 1980 foram um prelúdio para o título europeu da Bulgária no Campeonato Europeu de Sofia em 1981. Deste ponto de vista, pode-se argumentar com segurança que os jogadores do CSKA sempre foram os gigantes das seleções da Bulgária. Ao longo dos anos, o clube contribuiu para a realização de várias gerações talentosas de jogadores de vôlei, que se tornaram lendas vivas do vôlei búlgaro. Entre eles estão D. Zlatanov (vencedor de 8 títulos de campeonato), Iv. Ivanov, D. Karov, Iv. Seferinov, IV. Nikolov (ganhou 8 títulos de campeonato como competidor e 5 títulos de campeonato como treinador principal do CSKA), Borislav Kyosev (ganhou o maior número de títulos de campeonato - 9), L. Ganev, N. Ivanov, V. Todorov, Al. Popov, K. Todorov e muitos outros.
Para as mulheres, momentos inesquecíveis com a equipe vermelha de M. Mineva, M. Stoeva, R. Kaisheva, E. Shahanova, Ts. Bojurina, V. Stoyanova, V. Nikolova, P. Natova, E. Pashova, M. Kyoseva , V. Haralampieva, Desislava e Elitsa Nikodimovi, A.Os méritos do desenvolvimento e fortalecimento do VC CSKA por parte das comissões técnicas são indiscutíveis. Gerações de treinadores em seu trabalho com atletas e adolescentes deram motivos para falar de uma escola do CSKA e principalmente de uma escola de vôlei búlgara. A família Shahanovi, Dimitar Dimitrov, Milko Karaivanov, Vasil Simov, Ivan Nikolov, Dimitar Karov, Maria Mineva, Verka Nikolova, Stefan Hristov, Alexander Popov, Katya Marashlieva e muitos outros. Shahanovi criou a geração de Stoeva, Stoyanova, Kaisheva. Vasil Simov o desenvolveu ainda mais, lançando as bases para o desenvolvimento de uma nova constelação de competidores como Pashova, Haralampieva, Desi Nikodimova, Mila Kyoseva, Boneva e outros. Entre os homens, ele descobriu e construiu grandes nomes do vôlei Ivan Nikolov, Borislav Kyosev, Stefan Sokolov, Stefan Petrov, Stoyan Gunchev, Petko Petkov e outros.
Muitos atletas do clube serviram as seleções da Bulgária, revelando e formando craques como Dimitar Zlatanov (vencedor de 8 títulos de campeonato), Ivan Ivanov, Dimitar Karov, Ivan  Seferinov, Ivan Nikolov (ganhou 8 títulos de campeonato como competidor e 5 títulos de campeonato como treinador principal do CSKA), Borislav Kyosev (ganhou o maior número de títulos de campeonato - 9), Lyubomir Ganev, Nikolay Ivanov, V. Todorov, Aleksandr Popov, K. Todorov e muitos outros. Para as mulheres, momentos inesquecíveis com a equipe vermelha de M. Mineva, M. Stoeva, R. Kaisheva, E. Shahanova, Ts. Bojurina, V. Stoyanova, V. Nikolova, P. Natova, E. Pashova, M. Kyoseva , V. Haralampieva, Desislava e Elitsa Nikodimovi.

## Títulos conquistados

### Voleibol feminino
Mundial de Clubes
 Liga dos Campeões da Europa 
- Campeão: 1978-79, 1983-84
- Quarto lugar: 1987-88, 1988-89

 Copa CEV
- Campeão: 1981-82
- Vice-campeão: 1972-73, 1975-76, 1990-91

 Challenge Cup

 Campeonato Búlgaro 
- Campeão: Vinte e duas vezes Campeão da Bulgária 1978, 1979, 1982, 1983, 1985, 1986, 1987, 1988, 1989, 1991, 1992, 1993, 1995, 2000, 2004, 2005, 2007, 2008, 2010, 2011, 2012, 2013

 Copa da Bulgária 
- Campeão: 1969, 1976, 1979, 1981, 1982, 1983, 1985, 1986, 1988, 1989, 1993, 1995, 1996, 2000, 2004, 2008, 2010, 2011, 2013

 Supercopa Búlgara 

### Voleibol masculino
Mundial de Clubes 
 Liga dos Campeões da Europa 
- Campeão:1968-69
- Terceiro lugar:1976-77, 1984-85
- Quarto lugar:1986-87, 1988-89, 1989-90

 Taça CEV 
- Vice-campeão:1974-75, 1978-79, 1981-82, 1984-85, 1986-87, 1989-89
- Terceiro lugar:1976-77, 1985-86

 Taça Challenge
- Campeão:1975-76

 Campeonato Búlgaro 
- Campeão:1948, 1949, 1957, 1958, 1962, 1968, 1969, 1970, 1971, 1972, 1973, 1976, 1977, 1978, 1981, 1982, 1983, 1984, 1986, 1987, 1988, 1989, 1990, 1993, 1994, 1995, 2008, 2010, 2011

 Copa da Bulgária 
- Campeão:1967, 1969, 1970, 1973, 1979, 1981, 1982, 1984, 1985, 1986, 1988, 1990, 1991, 1992, 1993, 2002, 2009, 2010, 2011

 Supercopa Búlgara 